# John L. Wilson

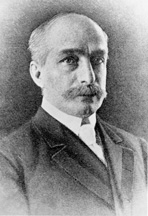
John L. Wilson

John Lockwood Wilson, född 7 augusti 1850 i Crawfordsville, Indiana, död 6 november 1912 i Washington, D.C., var en amerikansk republikansk politiker och publicist. Han representerade delstaten Washington i båda kamrarna av USA:s kongress, först i representanthuset 1889-1895 och sedan i senaten 1895-1899.
När Washington 1889 blev delstat, valdes Wilson till delstatens enda ledamot i representanthuset. John B. Allen och Watson C. Squire valdes till de två första senatorerna. Först 1893 utökades Washingtons delegation i representanthuset till två ledamöter och Wilson fick en kollega från Washington till representanthuset, William H. Doolittle.
Delstatens lagstiftande församling lyckades 1893 inte med att välja en efterträdare åt senator John B. Allen. Till sist valdes Wilson 1 februari 1895 och han tillträdde som senator 19 februari. Wilson var intresserad av att fortsätta som republikansk senator men han förlorade mot sin partikamrat, affärsmannen Addison G. Foster, som efterträdde honom i senaten 4 mars 1899. Efter sin tid som senator var Wilson verksam som publicist; han var ansvarig utgivare för Seattle Post-Intelligencer.
Wilsons grav finns på Oak Hill Cemetery i Crawfordsville, Indiana.